# Oxypolia beaumontiana
Oxypolia beaumontiana — вид невооружённых немертин из семейства Lineidae, выделяемый в монотипический род Oxypolia. Представители этого вида обладают необычной для немертин чертой — отверстие хобота открывается не терминально, а на вентральной стороне головы. Обитают в морях Европы.